# Мищенко, Александр Сергеевич
Александр Сергеевич Мищенко (род. 18 августа 1941 года, Ростов-на-Дону) — советский и российский учёный-математик, преподаватель высшей школы, профессор.

## Биография
Окончил механико-математический факультет МГУ по кафедре высшей геометрии и топологии (1965), ученик С. П. Новикова.
Кандидат физико-математических наук (1968), тема кандидатской диссертации «K-теория на категории бесконечных комплексов». Доктор физико-математических наук (1974), тема докторской диссертации «Гомотопические инварианты неодносвязных многообразий».
Преподаёт в Московском университете, профессор кафедры высшей геометрии и топологии механико-математического факультета (1979). 
Сотрудничает в Математическом институте им. В. А. Стеклова PAH.

## Научные интересы
Геометрия и топология с приложениями. Применение алгебраических и функциональных методов в теории гладких многообразий c некоммутативной геометрией и топологией.
Приложения геометрии и топологии к математическому моделированию в экологии, молекулярной биологии, биоинформатике.
История математики. Математическое образование, история преподавания математики.

### Книги
- Лагранжевы многообразия и метод канонического оператора. М.: Наука, 1978 (совм. с Б. Ю. Стерниным, В. Е. Шаталовым).
- Векторные расслоения и их применения. М.: Наука, 1984.
- Курс дифференциальной геометрии и топологии.  М.: Факториал, 1980, 1988, 2000 (совм. с A. Т. Фоменко).
- Vector Bundles and Their Applications. Springer-Verlag, Berlin-Heidelberg, 1998 (совм. с G.Luke).

### Избранные статьи
- Пространства с точечно счетной базой. Докл. АН СССР, 144 (1962), 985–988.
- K-теория на категории бесконечных клеточных комплексов. Изв. АН СССР. Сер. матем., 32 (1968), 560–604 (совм. с В. М. Бухштабером).
- Extraordinary homology theories: Bordism and K-theory. Actes Congr. Internat. Math. Nice., 2 (1970), 113–119.
- Интегралы геодезических потоков на группах Ли. Функц. анализ и его прил., 4:3 (1970), 73–77.
- Формальные группы и их роль в аппарате алгебраической топологии. УМН, 26:2 (1971), 131–154 (совм. с В. М. Бухштабером, С. П. Новиковым).
- Гомотопические инварианты неодносвязных многообразий. I–III. Изв. АН СССР. Сер. матем., 34:3 (1970), 501–514.
- Бесконечные представления дискретных групп и высшие сигнатуры. Изв. АН СССР. Сер. матем., 38:1 (1974).
- О фредгольмовых представлениях дискретных групп. Функц. анализ и его прил., 9:2 (1975), 36–41.
- Эрмитова K-теория. Теория характеристических классов, методы функционального анализа. УМН, 31:2 (1976), 69–134.
- Банаховы алгебры, псевдодифференциальные операторы и их приложения к K-теории. УМН, 34:6 (1979), 67–79.
- С*-algebras and K-theory. Lecture Notes in Math., 763, 1979, 262–274.
- Индекс эллиптических операторов над С*-алгебрами. Изв. АН СССР. Сер. матем., 43 (1979), 831–859 (совм. с А. Т. Фоменко).
- Представления банаховых алгебр и формулы типа Хирцебруха. Матем. сб., 111:2 (1980), 209–226 (совм. с Ю. П. Соловьевым).
- Линейная дифференциальная игра преследования (аналитическая теория). Матем. сб., 131:2 (1986), 131–158 (совм. с Л. С. Понтрягиным).
- Квазиклассические асимптотики квазичастиц. Матем. сб., 189:6 (1998), 85–116 (совм. с В. П. Масловым).
- Локальная комбинаторная формула Хирцебруха. Труды МИАН, 224, 1999, 249–263.
- Теория почти алгебраических комплексов Пуанкаре. Труды МИРАН, 231, 2000, 294–322.
- Формула Хирцебруха: 45 лет истории и современное состояние. Алгебра и анализ, 12:4 (2000), 16–35.

### Научно-популярные статьи
- Мищенко Е. Ф., Мищенко А. С., Зеликин М. И. Адекватность математических моделей в теории управления, физике и экологии. // Матем. обр., 2019, № 4(92), 2-16.
- Мищенко Е. Ф., Мищенко А. С., Зеликин М. И. Адекватность математических моделей в теории управления, физике и экологии (Окончание). // Матем. обр., 2020, № 1(93), 2-14.

## Награды
Премия Московского математического общества за работу о K-теории бесконечномерных CW-комплексов (1971, совместно с В. М. Бухштабером).
Государственная премия Российской Федерации в области науки и техники за цикл работ «Исследование инвариантов гладких многообразий и гамильтоновых динамических систем» (1996, совместно с А. Т. Фоменко).
Премия им. М. В. Ломоносова МГУ за педагогическую деятельность (2001).
Заслуженный профессор Московского университета (2006).
Медаль ордена «За заслуги перед Отечеством» II степени (2024).